# Погасий, Анатолий Кириллович
Анато́лий Кири́ллович Пога́сий (род. 9 августа 1952 года, Вентспилс, Латвийская ССР, СССР) — российский религиовед, правовед, юрист и религиозный деятель, специалист в области государственно-конфессиональных отношений, юридического религиоведения, истории христианства и протестантской теологии. Магистр теологии (2015), доктор философии (1998), кандидат исторических наук (1996), доктор философских наук (2013), профессор (2021).
Профессор кафедры религиоведения Отделения философии и религиоведения Института социально-философских наук и массовых коммуникаций Казанского (Приволжского) федерального университета (с 2014). Доцент и профессор кафедры общенаучных дисциплин Восточной экономико-юридической гуманитарной академии (2007—2014).
Настоятель и пастор Казанского евангелическо-лютеранского прихода святого апостола Андрея Евангелическо-лютеранской церкви Ингрии. Преподаватель Теологического института Евангелическо-лютеранской церкви Ингрии (с 2004).

## Биография
Родился 9 августа 1952 года в г. Вентспилс Латвийской ССР.
Вырос в атеистической семье, но в 1990-х годах стал членом пятидесятнической  церкви христиан веры евангельской «Краеугольный камень». В 2002 году перешёл в лютеранство и стал одним из создателей, настоятелем и пастором Казанского евангелическо-лютеранского прихода святого апостола Андрея Евангелическо-лютеранской церкви Ингрии.
В 1980 году окончил юридический факультет Дальневосточного государственного университета по специальности «правоведение» с присвоением квалификации «юрист».
В 1990 году окончил исторический факультет Казанского государственного университета имени В. И. Ульянова-Ленина по специальности «история» с присвоением квалификации «историк, преподаватель истории и обществоведения», защитив дипломные работы по темам «Европейская историография о социальной роли личности в раннем христианстве» и «Эволюция идеи Бога в современном протестантизме».
В марте 1996 года в Казанском государственном университете имени В. И. Ульянова-Ленина под научным руководством доктора исторических наук, профессора В. Д. Жигунина защитил диссертацию на соискание учёной степени кандидата исторических наук по теме «Изучение проблем раннего христианства в Казанском университете и Казанской духовной академии в XIX начале XX вв.» (специальность 07.00.09 — историография, источниковедение и методы исторического исследования).
В 1997 году стал старшим научным сотрудником Института религии и права и директором его казанского филиала.
В 1998 году по совокупности религиоведческих трудов получил доктора философии в международной академии «Информация, связь, управление в технике, природе, обществе» (имевшей аккредитацию Евро-Азиатской аккредитационной ассоциации).
Преподавал исторические, правовые и религиоведческие дисциплины в ряде средних и высших учебных заведений Казани.
С 2004 года — преподаватель курсов «Религиозное правоведение» и «Государственно-конфессиональные отношения» в Теологическом институте Евангелическо-лютеранской церкви Ингрии на территории России.
В 2005 — 2010 годах внедрил и преподавал учебный курс «Религия и право» на юридическом отделении Казанского экономико-юридического техникума.
В 2007—2014 годах — доцент, затем профессор кафедры общенаучных дисциплин Восточной экономико-юридической гуманитарной академии.
В апреле 2013 года в ЛГУ имени А. С. Пушкина защитил диссертацию на соискание учёной степени доктора философских наук по теме «Конкурентные религиозные дискурсы в социально-исторической эволюции русского православия» (специальность 09.00.14 — философия религии и религиоведение); научный консультант — доктор философских наук, профессор А. М. Прилуцкий; официальные оппоненты — доктор философских наук. профессор И. Я. Кантеров, доктор философских наук, профессор В. И. Смирнов и кандидат философских наук, доктор социологических наук, доцент М. Ю. Смирнов; ведущая организация — Русская христианская гуманитарная академия.
С 2014 года — профессор кафедры религиоведения Отделения философии и религиоведения Института социально-философских наук и массовых коммуникаций Казанского (Приволжского) федерального университета.
В 2015 году получил магистра теологии в Теологическом институте Евангелическо-лютеранской церкви Ингрии на территории России.
В 2018 году присвоено учёное звание доцента.
В 2021 году присвоено учёное звание профессора по специальности «философия религии и религиоведение».
Был адвокатом Адвокатской палаты Республики Татарстан (регистрационный номер: 16/651).
Свободно владеет украинским языком.

## Награды
- Почётное звание «Основатель научного направления» (юридическое религиоведение)[1].

## Научные труды

### Монографии
- Погасий А. К. Справочник по действующему законодательству в области свободы совести и вероисповедания. — Казань, 1998. — 100 с.
- Погасий А. К. Церковные расколы в российском православии XIV – начала XX веков: монография. — Казань: Изд. дом МедДок, 2009. — 291 с.
- Погасий А. К., Синкевич В. П. Религия и право. Современные правовые основы обеспечения свободы совести и деятельности религиозных объединений: монография / науч. ред. М. Г. Ахмадеев; Восточная экономико-юридическая гуманитарная акад. (Акад. ВЭГУ). — Уфа : Академия ВЭГУ, 2010. — 175 с. ISBN 978-5-87865-518-7
- Религия и право: научный и образовательный аспекты: сборник научных статей / Восточная экономико-юридическая гуманитарная акад., Казанский ин-т; ред.-сост. А. К. Погасий. — Казань : ИД МеДДок, 2010. — 272 с. ISBN 5-9716-0042-8
- Погасий А. К. Правовые вопросы свободы совести. Государственно-конфессиональные отношения: монография. — Saarbrücren, Germany: LAP Lambert Academic Publishing GmbH & Co, 2011. – 230 с.
- Погасий А. К. Научные школы Казани о раннем христианстве (XIX – начало XX вв.): монография. — Саарбрюккен: LAP Lambert Academic Publishing GmbH & Co, 2011. — 330 с.
- Янбулат Ф., Погасий А. К. Тайна беззакония: по следам нефилимов. — Казань : МеДДок, 2015. — 243 с. ISBN 978-5-9906944-1-5, 2000 экз.
- Погасий А. К. Концепция конкурентных религиозных дискурсов //Феномен религии и религиозности: концептуализация в академическом философском религиоведении. Коллективная монография / А. К. Погасий, Е. И. Аринин, А. В. Аполлонов, А. С. Миксюк и др. / Под ред. Е. И. Аринина. — Владимир: Владим. гос. ун-т, 2015. — 340 с.
- Корнилов И. П., Погасий А. К., Тулянская Ю. Т., Кульчицкий А. Е. Протестанты в России и Татарстане: коллективная монография / под ред. А. К. Погасий. — Йошкар-Ола: БМТ, 2016. — 280 с.
- Нотович Н. А. Неизвестная жизнь Иисуса Христа / Пер. с франц., предисл. и коммент. А. К. Погасий. — Йошкар-Ола: МРИПП, 2017. — 159 с.
- Янбулат Ф., Погасий А. К. Абсолютное зло. Библия о происхождении зла в свете «Книги Еноха»: научно-богословское издание. — Saarbrucken: Sanktum, 2019. —  198 с.

### Учебные издания
- Погасий А. К. Религия и право: учебное пособие: специальность «Правоведение»: специализация «Государственно-конфессиональные отношения. Религия и право» / М-во образования Российской Федерации, Казанский ин-т вост. экономик-юридической гуманитарной акад., Казанский экономико-юридический техникум. — 2-е изд. — Казань: Меддок, 2008. — 195 с. ISBN 5-9716-0027-3
- Погасий А. К. Религиозное правоведение: учебник. — Казань, ИД МеДДок, 2015. — 308 с.
- Погасий А. К. Юридическое религиоведение: учебно-методическое пособие. — Казань: ИД МеДДок, 2016. — 200 с.
- Погасий А. К. Протестанты. История, вероучение, распространение: учебное пособие. – Казань: КФУ, 2021. – 274 с.

### Статьи
- Погасий А. К. Государственно-религиозные отношения: проблема подготовки специалистов. // Материалы конференции «Инновационные образовательные технологии на рубеже ХХ – XXI веков». — Казань, Унипресс, 1998. — С. 54—56.
- Погасий А. К. К вопросу о понятии «секта» // Материалы конференции «Социум в преддверии XXI века: итоги пройденного пути, проблемы настоящего и контуры будущего». — Йошкар-Ола, 1999. — Т. 1. — С. 49—51.
- Погасий А. К. Этика, право и жизнь: проблема последствий // Материалы конференции «Медицина, этика, религия и право». — М: Международный университет, 2000. — С. 97—101.
- Погасий А. К. Проблемы межконфессиональных отношений и пути их разрешения. // Материалы международной научной конференции «К культуре мира — через диалог религий, диалог цивилизаций». — Т. 2. — Омск: Изд-во ОмГТУ, 2000. — С. 49—52.
- Погасий А. К. Христианство и культура // Сборник научных трудов и материалов Четвертого международного симпозиума. — Казань, Эксклюзив, 2004. — С. 200—203.
- Погасий А. К. Факторы, влияющие на межконфессиональное понимание // Тезисы докладов и выступлений IV Российского философского конгресса (Москва, 24 – 28 мая 2005 г.). — Т. 2. — М.: Современные тетради, 2005. — С. 656—657.
- Прилуцкий А. М., Погасий А. К. Понятие «секта»: основные значения и правомерность употребления // Религиоведение. — 2006. — № 1. — С. 164–170.
- Погасий А. К., Нефедкин А. К. Пятидесятничество и феномен «иных языков» в Новом Завете // Религиоведение. — 2007. — № 1. — С. 12—21.
- Погасий А. К. Молитва или «христианская медитация»: христианская созерцательная традиция или восточная духовная техника? // Феномены природы и экология человека: Сборник научных трудов и материалов Пятого Международного Симпозиума (Казань, 26-28 мая 2008 г.) в 2-х т. Т. 2. — Казань: Хэтер, 2008. — С. 22—25.
- Погасий А. К. Либерально-гуманистические тенденции в современном протестантизме // Кризисные явления в современном российском протестантизме и способы их преодоления: сборник материалов научно-практической конференции (Москва, 16.10.08 г.). — М.: Дух. Акад. СЕХР, 2008. — С. 21-33.
- Погасий А. К. Религиозные разделения и межконфессиональное понимание // Религиоведение. — 2009. — № 2. — С. 110—114.
- Погасий А. К. Религиозные разделения как фактор мировой истории (к вопросу о типологии церковных расколов) // Религиоведение. — 2009. — № 4. — С. 3—15.
- Погасий А. К. Религия и право в поликультурном пространстве: образовательный аспект // Вестник ВЭГУ. 2010. № 1 (45). С. 31—33.
- Погасий А. К. Библейские основы этики бизнеса // Грани познания: сборник научных трудов молодых ученых. — № 1 (16). — Уфа: Изд-во Академии ВЭГУ, 2010. — С. 102—108.
- Погасий А. К. Предмет «Религия и право» в образовании и религиоведении // Неверовские чтения: материалы III Всероссийской конференции (с международным участием), посвященной 80-летию со дня рождения профессора В. И. Неверова. — Т. 2: Теоретические и прикладные исследования в религиоведении / Под ред. Ю. Ф. Кирюшина, П. К. Дашковского. — Барнаул: Изд-во Алт. ун-та, 2010. — С. 228—235.
- Лещинский А. Н., Погасий А. К. Типологизация и классификация церковны разделений в христианстве // Религиоведение. 2010. № 2. С. 91-101.
- Погасий А. К. Русское православие: внутренние противоречия на современном этапе // Вестник ВЭГУ (Серия: История). — 2010. — № 6. — С. 80—87.
- Погасий А. К. Церковные расколы как социальный фактор // Вестник экономики, права и социологии. 2011. № 2. С. 235-237.
- Погасий А. К. Иконоборчество как фактор разделения церкви // Вестник Казанского государственного университета культуры и искусств. — 2011. — № 3. — С. 114—117.
- Погасий А. К. Религия и право: учебный предмет и научная дисциплина // Правове регулювання релiгiйного життя: iсторiя, сучаснiсть, перспективи. Матерiали IV мiжнародного круглого столу. Харкiв, 16 грудня 2011 року. — Харкiв: Вид-во «ФОП Корецька Л. О.», 2011. — С. 136—139.
- Погасий А. К. Социально-религиозные причины церковных разделений и их влияние на мировую историю // Вестник экономики, права и социологии. 2011. № 3. С. 208—211.
- Погасий А. К. Религиозные расколы в социально-политической и культурной жизни России // Общественные науки. 2011. № 2. С. 27—37.
- Погасий А. К. Русская православная церковь и советская власть в 20-е годы XX века // Вестник ВЭГУ. 2012. № 4 (60). С. 97-103.
- Погасий А. К. Религиозно-правовые вопросы в отечественном религиоведении // Философия в современном мире: диалог мировоззрений: Материалы VI Российского философского конгресса (Нижний Новгород, 27-30 июня 2012 г.). В 3 томах. Т. 1. – Н. Новгород: Изд-во Нижегородского государственного университета им. Н.И. Лобачевского, 2012. — С. 448.
- Погасий А. К. Духовная безопасность и религиозно-правовое образование // Духовные основы государственности и правопорядка: сборник тезисов докладов и сообщений на всероссийской научно-практической конференции, Тюмень, 25 мая 2012 г. — Тюмень: Тюменский институт повышения квалификации сотрудников МВД России, 2012. — С. 53—54.
- Погасий А. К. К вопросу о некоторых религиозных терминах // Религия. Церковь. Общество. Исследования и публикации по теологии и религии. 2012. № 1. С. 35—49.
- Погасий А. К. Роль православных леворадикальных движений в церковных расколах 20-х годов XX в // Религиоведение. 2012. № 1. С. 47—50.
- Погасий А. К. Проблемы русской православной церкви в Украине // Государство, общество, церковь в истории России XX века: материалы XII Междунар.науч. конф., Иваново, 20-21 февраля 2013 г.: в 2 ч. — Иваново: Ивановский государственный университет, 2013. — Ч. 1. — С. 280-284. — 552 с.
- Погасий А. К. Возвращаясь к концепции религиозной политики в России // Новые религии в России: двадцать лет спустя: Материалы Международной научно-практической конференцию. Москва, Центральный дом журналиста, 14 декабря 2012 г. — М.: «Издательство ХЦ «Древо жизни», 2013. — С. 189—192.
- Погасий А. К. Религиоведческая экспертиза и проблема подготовки специалистов // Материалы Всероссийской научно-практической конференции «Проблемы методологии экспертизы материалов с признаками экстремизма». Казань, 14-15 ноября 2-13 г. – Казань: ЗАО «Мир без границ», ООО Глаголъ, 2013. — С. 270—273.
- Погасий А. К. Магистратура по направлению "юридическое религиоведение" // Религия. Церковь. Общество. Исследования и публикации по теологии и религии. 2014. № 3. С. 388—391.
- Погасий А. К. Обман глобализации // Сохранение религиозных ценностей и трансформация российского социума: поиск конструктивных взаимоотношений общества и религиозных объединений. — СПб.: «Издательство ХЦ «Древо жизни», 2014. — С. 187—193.
- Погасий А. К. Современное состояние внутриконфессиональных отношений в Русской Православной Церкви // Государство, общество, церковь в истории России XX века. — Иваново: Ивановский государственный университет, 2014. — С. 169—175.
- Погасий А. К. Рецензия на: Мустаев Р. Ш., Салихов Н. Р. Основы конфессиональных знаний: Учебное пособие. – Казань, 2013 // Религия, церковь, общество. Исследования и публикации по теологии и религии / Под ред. А. М. Прилуцкого. – Вып. 3. — СПб.: Скифия-принт, 2014. — С. 346—352.
- Погасий А. К. Исторические модели государственно-конфесиональных отношений: зарубежный опыт // Религия и право. — 2014. — № 4 (71). — С. 21—26.
- Погасий А. К. Религиоведческая экспертиза: обоюдоострый инструмент в формировании государственно-конфесиональных отношений в России // Религия в истории народов России и Центральной Азии:сборник. — Барнаул: Изд-во Алт. ун-та, 2014. — С. 50—53.
- Погасий А. К. Христианство и глобализация // Государство, общество, церковь в истории России XX-XXI веков: материалы XIV Междунар. науч. конф., Иваново, 18-19 марта 2015 г. : в 2 ч. – Иваново: Ивановский государственный университет, 2015. — Ч. 1. — С. 5—10. — 740 с.
- Погасий А. К. Религия против глобализации // Философия. Толерантность. Глобализация. Восток и Запад – диалог мировоззрений: тезисы докладов VII Российского философского конгресса (г. Уфа, 6-10 октября 2015 г.). В 3-х т. Т.III. – Уфа: РИЦ БашГУ, 2015. — С. 52—53. — 384 с.
- Погасий А. К. Как истолковывать российские законы? Критический анализ некоторых положений Федерального закона «О свободе совести и о религиозных объединениях» // Религия. Церковь. Общество. Исследования и публикации по теологии и религии: альманах / Под ред. А. М Прилуцкого. Вып. 4. — СПб.: Скифия-принт, 2015. — С. 358—363. — 368 с.
- Погасий А. К. Юридическое религиоведение: сегодняшнее состояние и перспективы // Религия и право. — 2016. — № 2 (77). — С. 34—36.
- Погасий А. К. Современные проблемы государственно-конфессиональных отношений в свете последних изменений в ФЗ «О свободе совести и о религиозных объединениях» // Академическое исследование и концептуализация религии в XXI веке: традиции и новые вызовы : сб. материалов Третьего конгресса российских исследователей религии (7-9.10.2016, Владимир, ВлГУ). В 6 т. Т. 4 / Владим. гос. ун-т им. А.Г. и Н.Г. Столетовых. – Владимир : Аркаим, 2016. - С. 68-76
- Погасий А. К. Кому и как не нужно писать книги по религиоведению // Мировоззрение населения Южной Сибири и Центральной Азии в исторической ретроспективе (науч. журнал) / под. ред. П. К. Дашковского. — Барнаул: Изд-во Алт. ун-та, 2016. — Вып. IX. — С. 265—270 (280 с.).
- Погасий А. К. Религия и право: научно-практический аспект и проблема подготовки специалистов // Юридическая наука и юридическое образование в условиях глобализации и интеграции: состояние, тенденции и перспективы. Материалы VIII международной научной конференции. — Иваново: Изд-во Ивановского государственного университета, 2016. — С. 47—55. — 631 с.
- Погасий А. К. Метаморфозы российского законодательства о свободе совести: от законотворчества до правоприменения // Вестник экономики, права и социологии. — № 4. — 2016. — С. 176—179.
- Погасий А. К. «Тибетское евангелие» – историко-культурный памятник тибетского буддизма или, все же, подделка конца XIX века? // Религиоведение. — 2017.  — № 1. — С. 117—125.
- Погасий А. К. Интерпретация некоторых положений библейских текстов в свете апокрифической «Книги Еноха» // International Science Project. —  2017. — № 6. — Ч. I. — С. 29—34.
- Погасий А. К., Ширяева А. Ю. Так какая же логика у российского законодателя? // European multi scientific journal. — 2017. — № 8. — С. 30—33.
- Погасий А. К. Христианство и бизнес: принципы библейской этики // Религия и История. материалы V Международной научно-практической конференции. — Минск: Белорусский государственный университет, 2017. — С. 217—221.
- Погасий А. К. Религиозная жизнь России: закон, совесть и её свобода // Государство, общество, Церковь в истории России XX-XXI веков. Материалы XVII Международной научной конференции, посвященной 100-летию создания Иваново-Вознесенской губернии и 100-летию высшего образования в Ивановском крае. — Иваново: Ивановский государственный университет, 2018. С. 17-21.
- Погасий А. К. Научное изучение религии: от «научного атеизма» до юридического религиоведения // Вестник развития науки и образования. — 2018. — № 3. — С. 27—34. — 54 с.
- Погасий А. К. Религия как фактор единства и разделения: проблема выбора // Государство, общество, церковь в истории России XX-XXI веков: материалы XVIII Междунар науч. конф., Иваново, 3-4 апреля 2019 г. — Иваново: Ивановский государственный университет, 2019. — С. 372—377.
- Погасий А. К. Законы и их исполнители: проблема правотворчества и толкования // Актуальные вопросы юриспруденции: сборник статей III Международной научно-практической конференции (Пенза, 5 ноября 2020). — Пенза: МЦНС «Наука и просвещение», 2020. — С. 200—204.

на других языках
- Pogasy A. K., Aleksandrova N. N. Aspects of inculturation of neopentecostalism in the conditions of a policonfessional environment // Humanities and Social Sciences Reviews. 2019. 7 (6), pp. 305–308.
- Pogasy A. K., Kuzmina E. V. The issue of the term «sect» juridical definition // Periódico do Núcleo de Estudos e Pesquisas sobre Gênero e Direito Centro de Ciências Jurídicas — Universidade Federal da Paraíba. V. 8. Nº 07. Ano 2019 – Special Edition. P. 19—29

## Публицистика
- Погасий А. К. Нужны ли современным протестантам символы веры? // Служение лютеранского часа в России, 06.12.2005 (копия)
- Погасий А. К., Андурский Е. Я. «Свобода выбора пути» // ИА REX, 26.10.2011

## Отзывы
Религиовед и социолог религии С. Б. Филатов описывая религиозную жизнь Республики Татарстан, по состоянию на марте 1999 года, отметил следующее:
Настоятель казанской общины диакон Анатолий Кириллович Погасий, глава отделения Института религии и права в Казани. Погасий поддерживает энергичные контакты с православной епархией, в частности, он читал лекции в духовной семинарии. Политику местных властей диакон оценивает как ровную и толерантную. Проблемы, по словам Погасия, чаще возникают тогда, когда пресса публикует антисектантские материалы, затрагивающие протестантские церкви. В 1997 г. он организовал Совет христианских организаций Республики Татарстан, в который вошли баптисты, лютеране, харизматы, адвентисты и представители Истинно-православной церкви. На территории лютеранской церкви действует юридическая служба, которую возглавляет сам Погасий. Служба оказывает помощь в регистрации церквей и консультирует религиозных лидеров. Как отмечает Погасий, многие запреты местных властей на аренду залов для богослужений формально не могут быть оспорены, и поэтому церкви часто ищут другие пути для своей деятельности. В большинстве случаев отношения властей и протестантских лидеров строятся на личных контактах и молитвах. [...] В Казани богослужения посещают более 60 человек. В составе общины уже есть татары, принявшие христианство. По словам Погасия, каждый лютеранский приход Церкви Ингрии стремится заложить свои традиции с учётом национальных особенностей региона. В казанском приходе многие молятся на татарском языке, но в литургии национальный язык не используется.

В том же году историк и религиовед А. В. Журавский указал:
Впервые интерес светской науки к Казанской академии был проявлен относительно недавно. Кандидатская диссертация А. К. Пагасия «Изучение проблем раннего христианства в Казанском университете и Казанской духовной академии в XIX — начале XX вв.», была написана автором в 1995 году. Эта работа представляет собой обзор научно-исследовательской деятельности, проводившейся в Казанском университете и Казанской духовной академии по изучению раннего христианства. Как представитель протестантизма, автор исследования вносит в историографическое изложение материала элементы протестантской теологии, что выражается в позитивной оценке раннехристианского хилиазма, протестантской критике работ академических и университетских историков, бывших исследователями преимущественно православными. Тем не менее, впервые в современной отечественной истории предметом исследования было изучение определённых проблем (вопросов раннего христианства) не только университетской, но и академической наукой.

## Награды
- Медаль «За безупречную службу» III степени[15]